# Мужская сборная Англии по хоккею на траве
Мужская сборная Англии по хоккею на траве (англ. England men's national field hockey team) — мужская сборная по хоккею на траве, представляющая Англию на международной арене. Управляющим органом сборной выступает национальная ассоциация «Федерация хоккея на траве Англии» (England Hockey).
Сборная выступает на важных международных турнирах по хоккею на траве, за исключением Олимпийских игр: сборная Англии принимала участие только в летней Олимпиаде 1908 года в Лондоне, а на дальнейших Олимпиадах английские хоккеисты входили в сборную Великобритании. На чемпионатах мира наивысшее достижение сборной Англии — 2-е место на чемпионате мира 1986, прошедшем в Лондоне; сборная Англии в финале проиграла сборной Австралии. Сборная участвует в турнирах по хоккею на траве в рамках Игр Содружества; завоевала медаль на них лишь однажды — заняв 3-е место на Играх Содружества в 1998 году, прошедших в Куала-Лумпуре, Малайзия.
Сборная является одной из сильнейших в мире, занимает (по состоянию на 16 июня 2014) 5-е место в рейтинге Международной федерации хоккея на траве (FIH).

## Результаты выступлений

### Чемпионат мира по индорхоккею
- 2003—2007 — не участвовали
- 2011 — 6-е место

## Текущий состав
Состав команды был объявлен 16 апреля 2014 перед чемпионатом мира 2014, прошедшем в мае-июне в Гааге, Нидерланды.
Главный тренер: Бобби Кратчли
| №  | Игрок           | Поз. | Возраст |
| -- | --------------- | ---- | ------- |
| 1  | George Pinner   | GK   | 27      |
| 2  | James Bailey    | GK   | 23      |
| 6  | Henry Weir      |      | 24      |
| 7  | Ashley Jackson  |      | 26      |
| 8  | Simon Mantell   |      | 30      |
| 9  | Гарри Мартин    |      | 21      |
| 11 | Аластер Брогдон |      | 26      |
| 12 | Michael Hoare   |      | 28      |
| 14 | Марк Глегорн    |      | 29      |

| №  | Игрок              | Поз. | Возраст |
| -- | ------------------ | ---- | ------- |
| 16 | Адам Диксон        |      | 27      |
| 18 | Барри Миддлтон (к) |      | 30      |
| 20 | Dan Shingles       |      | 27      |
| 21 | Tim Whiteman       |      | 27      |
| 22 | Дэвид Кондон       |      | 22      |
| 23 | Том Карсон         |      | 23      |
| 24 | Iain Lewers        |      | 30      |
| 26 | Nicholas Catlin    |      | 25      |
| 27 | Dan Fox            |      | 31      |